# 헬로 카봇
《헬로 카봇》(영어: Hello Carbot, 중국어: 咖寶車神)은 초이락컨텐츠컴퍼니가 기획제작하고 (주)스튜디오더블유바바가 애니메이션 제작을 맡은 자동차 변신로봇 브랜드이자 대한민국의 3D 애니메이션이다.

## 줄거리
KBS 1TV
- 시즌 1(중국어: 咖寶車神)(2014.08.02 ~ 2015.02.28)

평범하고도 상상력이 풍부한 초등학교 1학년이자 장난꾸러기 소년인 차탄은, 어느 날 남극에 계신 할아버지로부터 보낸 큐브를 무심코 돌리는 순간, 난데없이 《HELLO CARBOT》이라는 글자와 함께 자동차로봇인 ‘카봇(영어: CARBOT)’이 나타난다 카봇은 차탄에게 도움이 필요하면 큐브를 돌려서 언제든지 불러달라고 하는데… 그렇게 큐브를 돌리면 언제든지 나타나서 차탄을 도와주는 개성 만점의 카봇들! 명랑소년 차탄과 그 비밀친구, 로봇자동차 카봇들의 특별하고 신나는 이야기가 지금 펼쳐진다!
- 시즌 2(중국어: 咖寶車神 2)(2015.04.30 ~ 12.12)

이번엔 새로운 선물인 시계를 이용해 카봇들을 부른다! 새롭게 등장하는 개성 만점의 카봇들! 거기에 남극에서 온 친구인 펭토킹과 S라인, G라인, T라인, 그리고 M라인 같은 못 말리는 악당들까지! 시간과 공간이 합쳐져 업그레이드된 시계를 통하여 매력적이고 다양한 카봇들이 총출동한다! 더욱 새로운 카봇들과 친구들이 펼치는 이야기, 헬로 카봇 시즌 2!
- 시즌 3(중국어: 咖寶車神 3)(2015.12.19 ~ 2016.07.09)

대형 합체 로봇에 이어 미래에서 온 개성 만점의 카봇까지... 우리의 비밀친구, 헬로 카봇의 활약은 계속된다! 사건이 터지면 등장하는 수사대 카봇! 재난이 일어나면 등장하는 구조대 카봇! 또한 미래에서 온 새로운 카봇들까지! 새로운 카봇들 덕분에 차탄의 주변은 언제나 시끌벅적 조용할 날이 없다! 하지만 위기가 닥치면 힘을 합쳐 차탄을 도와주는 든든한 카봇 친구들! 더욱 다양해진 카봇들이 새로운 재미를 선사한다! 더욱 풍성한 볼거리와 함께 하는 헬로 카봇 시즌 3!
- 시즌 4(중국어: 咖寶車神 4)(2016.07.16 ~ 2017.02.11)

경찰특공대 카봇, 소방구조대 카봇, 미래에서 온 카봇들까지… 우리의 비밀친구, 헬로 카봇이 함께 한다! 명랑소년 차탄의 주변은 항상 다양한 카봇들이 함께 하는 온갖 사건으로 가득하다! 하지만 개성 넘치는 카봇들의 멋진 능력, 그리고 우정과 용기가 있으면 겁낼 것이 없다! 오늘도 헬로 카봇의 활약은 앞으로도 계속된다! 더욱 더 새로워진 카봇 친구들과 함께 하는 헬로 카봇 시즌 4!
- 시즌 5(중국어: 咖寶車神 5)(2017.02.18 ~ 08.26)

언제나 함께하는 우리들의 비밀친구인 헬로 카봇! 카봇을 부르는 시계가 업그레이드되고, 새로운 카봇들이 등장! 힘세고 개성 넘치고 그야말로 못하는 게 없는 친구들! 더욱 강력해진 변신합체와 함께 이번에는 마음대로 커졌다 작아졌다까지? 헬로 카봇의 새롭고 특별한 모험은 앞으로도 계속된다! 더 놀랍고 특별한 카봇 친구들과 함께 하는 헬로 카봇 시즌 5!
- 시즌 6(중국어: 咖寶車神 6)(2017.9.2 ~ 2018.3.31)

언제 알 수 없을 정도의 예측불허같은 사건 및 사고가 일어난다면? 그럴 땐 카봇들이 출동하여 사건 및 사고를 해결해나간다! 새로운 카봇들의 등장으로 더욱 더 흥미진진해진 헬로 카봇 시즌 6! 
- 시즌 7(중국어: 咖寶車神 7)(2018.04.07 ~ 10.13)

더욱 더 놀라운 변신과 함께하는 카봇들의 활약! 힘 세며 개성 넘치고 못하는 게 없는 친구들 이번엔 작은 친구들도 함께 나타난다! 망가진 것이 있으면 무엇이든 고쳐주고, 위급한 일이 생기면 언제든지 달려간다! 언제나 특별한 카봇 친구들과 함께 하는 헬로 카봇 시즌 6!
카툰네트워크
- 헬로 카봇 쿵(중국어: 咖寶車神 轟)(2018.08.03 ~ 2019.01.25)

미래에서 온 알 모양의 새로운 카봇들이 나타났다! 통통 튀어다니기도 하고 데굴데굴 굴러다니기도 하며, 땅에 ‘쿵’하고 닿으면 ‘짠’하고 아기 공룡/동물로 변신! 귀여운 알 모양의 에그 카봇들과 함께하는 헬로 카봇 쿵!
SBS TV
- 헬로 카봇 유니버스(중국어: 咖寶車神 拯救聯盟)(2019.04.10 ~ 12.29)

서로 다른 종류의 카봇들이 하나의 세계로 뭉쳤다! 세계를 넘나드는 새로운 카봇들의 등장! 그리고 카봇들의 친구인 유니티 카봇들까지! 무궁무진한 카봇들의 세계, 헬로 카봇 유니버스!
- 헬로 카봇 유니버스 시즌 2(중국어: 咖寶車神 拯救聯盟 2)(2020.01.05 ~ 06.28)

더 놀라운 세계, 더 멋진 카봇들의 등장! 개성만점 카봇들이 펼치는 특별한 일상 이야기! 새롭게 업그레이드된 큐브워치로 카봇들을 불러내어 모험을 떠나보자! 카봇들과 더 넓은 세계로 떠나는 헬로 카봇 유니버스 시즌 2!
- 헬로 카봇 리턴즈(중국어: 咖寶車神 重裝歸來)(2020.07.05 ~ 2021.01.17)

처음 만났던 카봇들이 보다 더 강력해진 모습으로 진화했다! 멋진 변신과 합체! 카봇의 매력은 결코 멈추지 않는다! 돌아온 카봇들이 함께하는 헬로 카봇 리턴즈!
- 헬로 카봇 뱅(중국어: 咖寶車神 時空守護)(2021.02.03 ~ 08.15)

합체하면 'B'가 되고, 초합체하면 '뱅'이 되는 뱅 카봇들이 등장! 언제든지 무슨 일이 생기더라도 카봇들과 함께라면 문제없는 헬로 카봇 뱅!
- 헬로 카봇 쌈바(중국어: 咖寶車神 燃獸風暴)(2021.08.29 ~ 2022.03.06)

더욱 더 신나는 카봇들이 찾아온다! 걱정과 짜증, 슬픔과 우울은 이제 안녕! 즐겁고 신나는 쌈바 카봇의 세계로! 즐거운 쌈바로 춤추며 노래하는 카봇들과 함께하는 헬로 카봇 쌈바!
- 헬로 카봇 붐바(중국어: 咖寶車神 炫舞戰隊)(2022.04.03 ~ 2023.03.26)

이번엔 붐바로 즐기는 붐바 카봇이다! 거침없는 붐바 음악과 함께 지구를 지키는 카봇들! 붐바로 함께하는 헬로 카봇 붐바!
- 헬로 카봇 젬(중국어: 咖寶車神 晶獸戰隊)(2023.04.30 ~ 10.29)

엄청나게 재미있는 카봇들이 찾아온다! 악당들을 무찌르고 여러 동물들을 지켜주며 환경을 보호하는 젬 카봇들! 보석처럼 아름드리 빛나는 헬로 카봇 젬!
- 헬로 카봇 X(중국어: 咖寶車神 X)(2023.11.05 ~ 2024.05.26)

모든 것들이 다 새로워졌다! 더욱 더 강력해진 모습으로 진화하여 돌아온 카봇들의 활약은 계속된다! 보다 더 스릴넘칠 정도로 짜릿해진 헬로 카봇 X!
- 헬로 카봇 스타가디언(중국어: 咖寶車神 明星卫报)(2024.06.30 ~ 2025.04.20)

최고의 카봇들이 찾아왔다! 재난을 막아내주고 위험으로부터 구해내준다! 새롭게 등장한 카봇들과 함께 시민들의 안전을 지켜내자! 정의와 평화를 위해 지켜내며, 불의와 재앙에 맞서 싸우는 헬로 카봇 스타가디언!
- 헬로 카봇 용자(중국어: 咖寶車神 勇者)(2025.06.22 ~ )

시공을 일그러뜨린 악당들로부터 우주의 평화를 지켜내라! 강한 의지와 정의의 힘으로 온갖 위협으로부터 구해내주는 전설적인 영웅의 존재인 헬로 카봇 용자!

## 목소리 출연
- 차탄, 모나, 미리내: 이지현
- 차산, 제스티: 김용준
- 전다해, 황장군, M라인, Q라인, 티라쿵: 양정화
- 판다킹, 수지, 트리쿵: 사문영
- 엉토킹, 리지은, 파키케쿵: 조경이
- S라인, 아티 X, 테로: 홍범기
- T라인, P라인, 블랙 위자드, 프론 X, 피닉스: 엄상현
- G라인, 에이스 X: 시영준
- E라인, 브라키쿵: 이명희
- 카봇 X, 정글러: 김주호
- 하이드, 티로: 탁원정
- 골드렉스: 정승욱
- 제트렌, 스핑크스, 페로: 이상범
- 스피너블: 황창영
- 버디가드: 신범식
- 테크노마스터: 최원형
- 라란자: 전영수
- 일렉트롬: 홍후백
- 레포스: 이용신
- 빅터, 파이어, 스크류붐바: 석승훈
- 펀치마스터, 로어젬: 박주광
- 호프: 김용
- 본 X, 오토소닉, 팔콘: 정재헌
- 나이트 X, 프테라드랍쿵: 김두용
- 루크 X: 김상백
- 폰 X, 이구아드랍쿵: 임정길
- 베어하이더: 황일청
- 이글하이더: 현경수
- 메가볼드, 다이어, 가고토스, 브론토: 민응식
- 비트런: 이현
- 컨버스터: 이주창
- 스타피너: 김정훈
- 호크 X: 장민혁
- 우가바 X: 이종혁
- 라이캅스: 이규창
- 파이언트: 김현수
- 메디언트: 이원찬
- 아이누크: 임채헌
- 아이언트: 김혜성
- 앵그리퍼프: 김광국
- 마이너 크루: 천지선
- 파일럿 크루, 머드쿵: 민아
- 유니크루저: 구자형
- 에어 크루, 스타비, 디메트로쿵: 방연지
- 제트크루저, 블래스터, 나노티스: 한신
- 빌드 크루, 아르시노쿵: 전해리
- 파워크루저, 킹가이즈 X: 송준석
- 캅스 X: 김영선
- 썬더 X, 프라우드: 이민규
- 스피드 X, 독꼬리: 류승곤
- 터보 X: 정영웅
- K-크루: 차영희
- 가드 X: 하성용
- 헬프 X: 윤세웅
- 레디 X: 방우호
- 큐어 X: 곽윤상
- 마이티 크루: 이명호
- 마이스터 X: 노민
- 세이버 X: 원호섭
- 페이저: 박성영
- 소닉붐: 이정민
- 로더: 정주원
- 이그리붐: 김명준
- 푸르디붐: 강규리
- 서포티붐: 김훤
- 드로캅: 안지환
- 폴리스타: 박하진
- 스카이스타: 안소이
- 아이언스타: 김단
- 파이어스타: 이규화
- 드럼킹: 권혁수
- 타이거붐, 런처: 홍진욱
- 호크하이: 남도형
- 스터번: 손수호
- 하울러, 버스트: 박민기
- 킹다이저 X: 최한
- 아머포스 X: 전상조
- 럭키, 펀치: 변종필
- 레이저: 김인
- 티엠피: 최석필
- 덤피: 정의진
- 브로피: 한만중
- 마하: 권창욱
- 피스, 버스터, 토터: 윤용식
- 브레이브: 민승우
- 로드: 오민혁
- 패트론: 정훈석
- 스키드: 전광주
- 리프: 정미라
- 듀크: 채안석
- 크랜, 베노사: 박성태
- 스카이 X: 조현정
- 댄디 X: 한복현
- 스톰 X: 안장혁
- 라이프 X: 서반석
- 캐논 X: 임의주
- 에반: 신용우
- 노바: 이상운
- 윈드: 조민수
- 피버: 장희문
- 리브: 조예신
- 무간: 전태열
- 사하: 박노식
- 카이온: 강시현
- 섀도우: 이장원
- 다크: 김용식
- 스팅: 채아신
- 그리폰: 이호산
- 디스크캐논, 잭슈트: 강호철
- 라고: 배정미
- 범프: 박상훈
- 플래시: 박영재
- 프테라쿵: 정유미
- 스밀로쿵: 박소라
- 스테쿵: 이윤희
- 피노쿵: 장예나
- 모사쿵: 여민정
- 플레쿵: 윤성혜
- 랍토르쿵: 김율
- 아르케쿵: 장미
- 안킬로쿵: 김두리
- 파라사쿵, 호퍼: 배주영
- 딜로포쿵: 우성은
- 고르고: 소정환
- 람포링: 김하루
- 썬런: 김영진
- 호스퍼스: 이경태
- 자크레인: 김규식
- 자크: 이인석
- 포스: 김래환
- 와일러: 권성혁
- 도저: 홍승효
- 록: 황윤걸
- 다이버: 변영희
- 쿨: 윤호
- 핫: 한상혁
- 파워붐바: 이상호
- 윙버드: 최덕희
- 디고베어: 구지원
- 톡시젬: 정유정
- 스나이퍼젬: 오해성
- 캥복스젬: 김희승

## 극장판
- 극장판 헬로 카봇: 백악기 시대
- 극장판 헬로 카봇: 옴파로스 섬의 비밀
- 극장판 헬로 카봇: 달나라를 구해줘!
- 극장판 헬로 카봇: 수상한 마술단의 비밀

## 관련 작품
- 헬로 카봇 미니